# Age of Empires II: The Age of Kings
Age of Empires II: The Age of Kings – druga część z serii gier Age of Empires. Gra została wydana w 1999 roku, dwa lata po wydaniu pierwszej części. W drugiej części twórcy udostępnili 13 cywilizacji, a rozgrywka obejmuje epoki od wczesnego średniowiecza do renesansu. Do gry został wydany dodatek pod tytułem Age of Empires II: The Conquerors. 9 kwietnia 2013 roku wydano odświeżoną wersję gry, którą zatytułowano Age of Empires II HD, zawiera ona dodatek The Conquerors.

## Rozgrywka

### Tryby gry
W Age of Empire II: The Age of Kings jest dostępnych pięć trybów gry, i pięć poziomów ich trudności:
- Samouczek (Williama Wallace’a)
- Kampania (Joanny D’Arc, Saladyna, Fryderyka Barbarossy i Czyngis Chana) – składające się z 6 misji
- Edytor map (gracz tworzy własne plansze)
- Automatyczny edytor map (komputer błyskawicznie układa plansze według parametrów podanych przez gracza – w takich planszach wszyscy gracze mają na początku równe szanse)
- Gra w sieci

### Cywilizacje
W grze występuje 13 różnych cywilizacji. Są one zgrupowane w 4 kręgach kulturowych. Cywilizacje z tego samego kręgu mają identycznie wyglądające budynki (poza Cudem). Pierwszy krąg to kultura Bliskowschodnia, do której należą Saraceni, Turcy, Bizantyjczycy i Persowie. Drugim jest krąg Dalekowschodni, czyli: Chińczycy, Japończycy i Mongołowie. Krąg Zachodnioeuropejski to: Brytowie, Frankowie i Celtowie. Wschodnioeuropejski to: Goci, Teutoni i Wikingowie. Każda cywilizacja ma zalety i wady. Technologie, które są dostępne (na przykład na Uniwersytecie) są różne dla każdej cywilizacji.

### Cuda
Każda cywilizacja posiada specyficzny dla siebie budynek, zwany cudem. Jest to największy, najdroższy i najdłużej budowany budynek w grze, a także jedyny, który można wybudować wyłącznie w Imperialnym Wieku. Po zbudowaniu Cudu rozpoczyna się „odliczanie” i jeśli przeciwnicy nie zdążą zburzyć Cudu, wtedy jego posiadacz wygrywa. Cudy wzorowane są na prawdziwych budowlach, zbudowanych przez występujące w grze cywilizacje.

### Jednostki
W grze występują żołnierze, wieśniacy (kobieta i mężczyzna – nie różnią się niczym prócz wyglądu i głosu), machiny oblężnicze, statki, wozy handlowe, bohaterowie, oraz dzikie (wilk, dzik, sokół) jak i bojowe (słoń) zwierzęta. Występuje 5 poziomów piechoty (od maczugowca w Mrocznym Wieku do fechmistrza w Imperialnym Wieku), 2 włóczników, 3 łuczników, 2 oszczepników, 2 konnych łuczników, 3 ciężkiej kawalerii, 2 lekkiej kawalerii, 2 jeźdźców wielbłądów, 2 poziomy balisty, 3 tarana, 3 katapulty, Trebusz, 1 poziom kanoniera, oraz mnich. Mnich nie zadaje obrażeń, ale leczy ranne jednostki oraz przeciąga wrogich żołnierzy i budynki na swoją stronę. Jest także kilka rodzajów okrętów (rybacki, transportowy, handlowy, wojenny (3 poziomy), sabotażowy (2 poziomy), armatni (2 poziomy) i ognisty (2 poziomy), oraz koga handlowa. Dostępne są po dwa poziomy unikalnych wojsk dla wszystkich cywilizacji (74 różne jednostki, którymi może kierować). Żadna z cywilizacji nie dysponuje wszystkimi jednostkami (na przykład Saraceni mają do dyspozycji tylko pierwszy poziom ciężkiej kawalerii: rycerz, kawalerzysta i paladyn są niedostępni), choć pod ilością możliwych do posiadania typów jednostek przodują Bizantyjczycy.

### Surowce
Gracz może pozyskiwać cztery rodzaje surowców: złoto, kamień, drewno i żywność. Kamień uzyskuje się tylko w kamieniołomach. Drewno w tartaku, poprzez wycinanie lasów. Złoto można pozyskać w kamieniołomach, przez handel specjalnymi wozami bądź okrętami handlowymi oraz z reliktów umieszczonych w klasztorach. Żywność gromadzi się uprawiając pola, łowiąc ryby, hodując i polując na zwierzynę (owce, jelenie, dziki), lub zbierając owoce. Ponadto na targowisku gracz może dokonywać transakcji handlowych, wymieniając surowce. W grze istnieje także możliwość przekazywania surowców sojusznikom (jak i przeciwnikom, by zawrzeć ewentualny sojusz). Pozyskane surowce są gromadzone w „wirtualnym banku”. Można z nich korzystać w dowolnym miejscu i czasie bez względu na sytuację na planszy.

## Reedycja
W 2013 roku na platformie dystrybucji cyfrowej Steam została wydana reedycja gry – Age of Empires II: HD Edition. Edycja zawiera zarówno oryginalna grę jak i dodatek The Conquerors. Poprawiono także jakość grafiki, dostosowując ją do rozdzielczości HD.

## Dodatki
Do gry zostały wydane cztery dodatki. Pierwszy – Age of Empires II: The Conquerors wydany został w 2000 roku. Drugi – Age of Empires II HD Edition: The Forgotten ukazał się w 2013 roku kilka miesięcy po reedycji gry. Trzeci –  Age of Empires II HD Edition: The African Kingdoms ukazał się w roku 2015. Czwarty –  Age of Empires II HD Edition: Rise of the Rajas ukazał się w roku 2016.

### Age of Empires II: The Conquerors
Pierwszy dodatek został wydany w sierpniu w 2000 roku dzięki pracy Ensemble Studios.

#### Nowości w grze
- Nowe cywilizacje: Hiszpanie, Hunowie, Koreańczycy, Aztekowie, Majowie
- Nowe kampanie: Hun Attyla, El Cid, Montezuma, Bitwy Zdobywców
- Inne nowości: nowe jednostki bojowe, takie jak halabardnicy, husaria, koreańskie żółwiowe łodzie i samobójcze oddziały petard, wojownicy jaguara, pierzaści łucznicy i hiszpańscy konkwistadorzy. Dwadzieścia sześć nowych technologii, między innymi karawany, zielarstwo, zekier, herezja i teokracja. Specjalne technologie dostępne tylko w określonych cywilizacjach: chińska artyleria rakietowa, brytyjscy Yeomeni, perscy Mahout'ci i itd. Nowe rodzaje gier typu deathmatch, zróżnicowane mapy, możliwość wydawania poleceń sprzymierzonym państwom, którymi kieruje komputer. Dodatkowe elementy w edytorze. Inne, liczne poprawki[6].

### Age of Empires II HD Edition: The Forgotten
Drugi dodatek do gry komputerowej Age of Empires II HD Edition: The Age of Kings został wydany w grudniu 2012 roku przez SkyBox Labs, kilka miesięcy po reedycji w wysokiej rozdzielczości. Początkowo The Forgotten był fanowską modyfikacją stworzoną przez team Forgotten Empires z Bertem “Cysionem” Beeckmanem na czele, ostatecznie został wydany jako oficjalny dodatek.

#### Nowości w grze
- Nowe cywilizacje: Hindusi, Inkowie, Słowianie, Madziarowie oraz Włosi.
- Kampanie: Alaric, Sforza, Bari, Dracula, El Dorado, Prithiviraj, Battles of the Forgotten
- Inne nowości: poprawione AI; 12 nowych map; limit populacji podniesiony do 500; nowe tryby gry: treaty mode i capture the Relic mode; spectator mode (tryb widza); nowe rozmiary map; poprawiony balans gry; nowe obiekty i opcje w edytorze map[7].

### Age of Empires II HD Edition: The African Kingdoms
Twórcy The Forgotten (team Cysiona – Forgotten Empires) nie zakończyli jednak pracy po wydaniu tegoż dodatku. W listopadzie 2015 roku został wydany następny, trzeci dodatek do gry, drugi projekt Cysiona. Tym razem tematyka dodatku obraca się wokół imperiów afrykańskich.

#### Nowości w grze
- Nowe cywilizacje: Malijczycy, Berberowie, Etiopczycy, Portugalczycy
- Nowe kampanie: Tariq ibn Ziyad, Sundjata, Francisco de Almeida, Yodit
- Inne nowości: poprawione AI; 10 nowych map specjalnych, 8 nowych map prawdziwego świata, 5 nowych map losowych, 10 nowych terenów w edytorze; nowy tryb rozgrywki: Sudden Death; nowe jednostki unikalne; wieża oblężnicza dostępna w warsztacie; dwa nowe statki w doku; urozmaicenie i poprawienie bitew morskich; dwie technologie dostępne dla wszystkich nacji; poprawiony balans gry; wiele nowych obiektów w edytorze.

### Age of Empires II HD Edition: Rise of the Rajas
Ostatni dodatek do Age of Empires II HD Edition został wydany w grudniu 2016. Nowe frakcje, kampanie i obiekty są tym razem związane z Azją południowo-wschodnią.

#### Nowości w grze
- Nowe cywilizacje: Birmańczycy, Khmerowie, Malajowie, Wietnamczycy
- Nowe kampanie: Gajah Mada, Suryavarman I, Bayinnaung, Le Loi
- Inne nowości: nowe jednostki oraz nowy typ terenu (lasy namorzynowe); nowe mapy; zmiany w zbalansowaniu rozgrywki; poprawiony kod sieciowy gry; dodano opcję wznawiania przerwanych meczów[8].